# Universidad de Blida
La Universidad Saâd Dahlab de Blida es una universidad pública argelina situada en la ciudad de Blida en el vilayato homónimo.
La universidad de Blida dispone de un régimen lingüístico bilingüe, esto es, las clases se imparten en árabe y francés según la disciplina o la asignatura. 

## Historia
Creada el 20 de junio de 1977 (decreto n° 77-92), el Centro universitario de Blida abrió sus puertas a los estudiantes cuatro años más tarde, el 8 de septiembre de 1981 y se convirtió en universidad en agosto de 1989.
Recibe el nombre de Saad Dahlab, un político argelino.

## Facultades
La Universidad está organizada en siete facultades, a saber:
- Facultad de Ciencias
- Facultad de Ciencias de la Ingeniería Sciences
- Facultad de Ciencias médicas
- Facultad de Derecho
- Facultad de Ciencias económocas y del a gestión
- Facultad de Letras y Ciencias sociales
- Facultad de Ciencias agrónomas y veterinarias